# ویندسور جنوبی (کنتیکت)
ویندسور جنوبی (به انگلیسی: South Windsor) یک منطقهٔ مسکونی در ایالات متحده آمریکا است که در شهرستان هارتفورد، کنتیکت واقع شده‌است.
 ویندسور جنوبی ۷۴٫۳ کیلومتر مربع مساحت و ۲۵,۴۲۰ نفر جمعیت دارد و ۲۲ متر بالاتر از سطح دریا واقع شده‌است.